# Konstantin Habenski
Konstantin Iurevici Habenski (în rusă Константин Юрьевич Хабенский; n. 11 ianuarie 1972, Leningrad, RSFS Rusă, URSS) este un actor rus de teatru și film, artist al poporului din Rusia (2012). Este cunoscut în special pentru rolul lui Anton Gorodețki în filmele Rondul de noapte și Rondul de zi. De asemenea, actorul joacă și în filme turnate la Hollywood, ca de exemplu Marea Neagră (2014).

## Familie
Tatăl lui Habenski a fost Iuri Aronovici Habenski (1946-2004), un inginer hidrolog, apoi auditor; mama, Tatiana Ghennadievna Habenskaia (Nikulina), a lucrat ca inginer hidrolog în laboratorul de construcții din Nijnevartovsk și a fost profesoară de matematică. Habenski are o soră mai mare – Natalia Iurevna Habenskaia, cântăreață.

## Legături externe
- Materiale media legate de Konstantin Habenski la Wikimedia Commons
- Konstantin Habenski la Internet Movie Database
- Konstantin Habenski pe site-ul Teatrului de artă din Moscova